# Malayemys macrocephala
Espèce
Synonymes
- Geoclemmys macrocephala Gray, 1859

Statut CITES
Malayemys macrocephala est une espèce de tortues de la famille des Geoemydidae.

## Répartition
Cette espèce se rencontre au Cambodge, en Malaisie péninsulaire, en Birmanie et en Thaïlande.

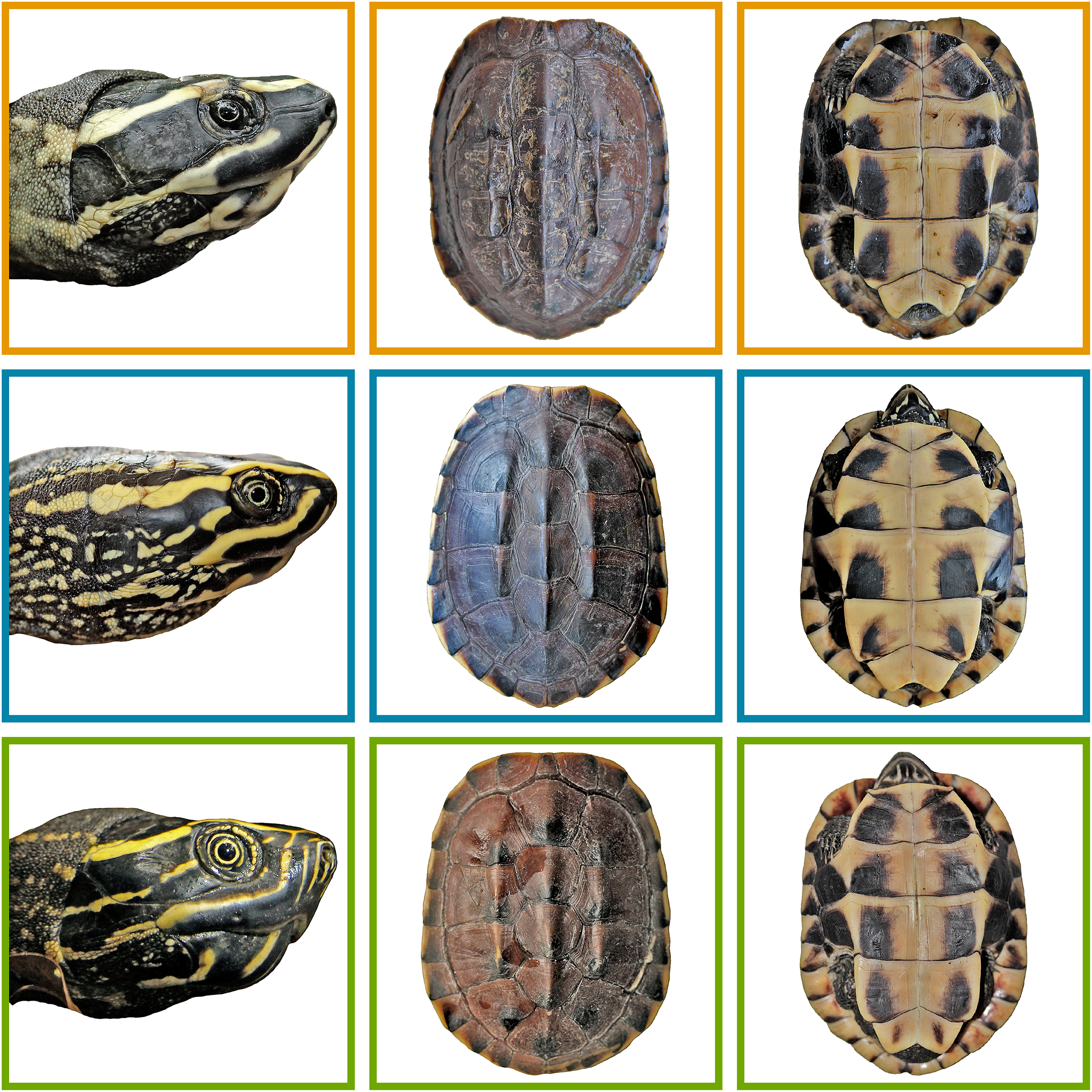
Les trois espèces de petites tortues mangeuses d'escargots Malayemys :
Malayemys khoratensis (orange), Malayemys macrocephala (bleu) et Malayemys subtrijuga (vert)

## Publication originale
- Gray, 1859 : Description of a new species of freshwater tortoise from Siam. Proceedings of the Zoological Society of London, vol. 1859, p. 478–479 (texte intégral).